# Bréval
 Bréval  es una población y comuna francesa, en la región de Isla de Francia, departamento de Yvelines, en el distrito de Mantes-la-Jolie y cantón de Bonnières-sur-Seine.

## Demografía
| 597 | 738 | 912 | 1093 | 1440 | 1646 |
| Para los censos de 1962 a 1999 la población legal corresponde a la población sin duplicidades (Fuente: INSEE [Consultar]) |     |     |      |      |      |